# Гагаринский сельский округ
Гага́ринский се́льский окру́г (каз. Гагарин ауылдық округі) — административная единица в составе Бухар-Жырауского района Карагандинской области Казахстана. Административный центр — село Гагаринское.

## История
Постановлением Правительства Республики Казахстан от 23 мая 1997 г. № 865 «О мерах по реализации Указа Президента Республики Казахстан "Об изменениях в административно-территориальном устройстве Алматинской, Восточно-Казахстанской, Карагандинской и Северо-Казахстанской областей», Гагаринский сельский округ вошёл в состав Бухар-Жырауского района.

## Состав
| № | Населённый пункт | Тип населённого пункта       | Код КАТО  | Географические координаты       | Население, чел. (2021 г.) |
| - | ---------------- | ---------------------------- | --------- | ------------------------------- | ------------------------- |
| 1 | Гагаринское      | село, административный центр | 354045100 | 50°08′37″ с. ш. 72°48′02″ в. д. | ↘651                      |
| 2 | Садовое          | село                         | 354045200 | 50°08′10″ с. ш. 72°50′29″ в. д. | ↘236                      |

## Население
| Численность населения | Численность населения | Численность населения | Численность населения |
| 1989                  | 1999                  | 2009                  | 2021                  |
| --------------------- | --------------------- | --------------------- | --------------------- |
| 936                   | ↗990                  | ↗1149                 | ↘887                  |